# Courteeners
Courteeners is een Engelse indierockband uit Manchester.
De Courteeners-leden kenden elkaar al vanaf hun tiende jaar. Ze groeiden op in Middleton, een dorp binnen Greater Manchester, waar ze binnen enkele straten van elkaar woonden. Pas in de zomer van 2006 gingen ze samen spelen in een band. Leadzanger Liam Fray was zelf al bezig met het schrijven van nummers; vanaf zijn negentiende hield Fray zelf optredens in Manchester met zijn akoestische gitaar. Er werd snel naam gemaakt in Manchester en omstreken: in december speelde Courteeners voor 200 man op het In The City-festival in Manchester, waarbij fans het podium bestormden. Het eerste eigen concert (als headliner) vond niet veel later plaats in Jabez Clegg, de concertzaal van de University of Manchester.
De eerste single "Cavorting" kwam op 6 augustus 2007 uit via platenlabel Loog Records. De tweede single "Acrylic" kwam in oktober uit en behaalde plaats 44 in de Britse hitlijst. In 2008 nam de band met producer Stephen Street het debuutalbum St. Jude op. Tijdens de opnamen werden er enkele nummers veranderd, waaronder "Cavorting". Fray vertelde dat hij niet van de opnamen kon genieten. "Ik zat maar te rommelen terwijl alles goed zou komen. Als je live speelt kan het erg punkerig zijn, maar ik wilde de mensen wat meer diepte en bekwaamheid laten zien." Het album St. Jude werd op 7 april 2008 uitgebracht.
De single "What Took You So Long" bereikte plaats 20 in de Britse top 40. In de zomer van 2008 stond Courteeners onder andere op V Festival en T in the Park.
De bandleden zijn beïnvloed door The Smiths, The Beatles, Iggy and The Stooges en The Kinks, maar ook moderne artiesten als Interpol, The Cribs, The Kills en Yeah Yeah Yeahs. Courteeners is ook meerdere malen vergeleken met Oasis, omdat beide bands hun oorsprong in Manchester hebben. Fray’s karakter is vergeleken met dat van Liam Gallagher.

## Discografie

### Albums
- 2008 - St. Jude
- 2010 - Falcon
- 2013 - Anna
- 2014 - Concrete Love
- 2016 - Mapping the Rendezvous
- 2020 - More. Again. Forever.

### Singles
- 2007 - "Cavorting"
- 2007 - "Acrylic"
- 2008 - "What Took You So Long"
- 2008 - "Not Nineteen Forever"
- 2008 - "No You Didn't, No You Don't"
- 2008 - "That Kiss"
- 2010 - "You Overdid It, Doll"